# Poljani (Kakanj)
Pour les articles homonymes, voir Poljani.
Poljani (en cyrillique : Пољани) est un village de Bosnie-Herzégovine. Il est situé dans la municipalité de Kakanj, dans le canton de Zenica-Doboj et dans la fédération de Bosnie-et-Herzégovine. Selon les premiers résultats du recensement bosnien de 2013, il compte 68 habitants.

## Démographie

### Évolution historique de la population
| 1948 | 1953 | 1961 | 1971  | 1981  | 1991  | 2013 |
| ---- | ---- | ---- | ----- | ----- | ----- | ---- |
| -    | -    | 766  | 1 112 | 1 221 | 1 325 | 68   |

|  |

### Communauté locale
En 1991, la communauté locale de Poljani comptait 1 667 habitants, répartis de la manière suivante :